# Police spéciale
Pour plus de détails, voir Fiche technique et Distribution.
Police spéciale (titre original : The Naked Kiss) est un film américain réalisé par Samuel Fuller, sorti en 1964.

## Synopsis
Après une séquence pré-générique où elle tabasse son souteneur maltraitant, Kelly, une prostituée élégante et sûre d'elle, arrive à Grantville, une bourgade provinciale, pour changer de vie. Se faisant passer pour une représentante en vin de champagne, elle y rencontre d'abord le flic Griff qui, tout en surveillant son territoire, couche avec elle, non sans l'avoir mise en garde, puis, elle évite la boîte de « Candy », la mère maquerelle qui recrute volontiers de la chair fraîche, enfin, elle se fait recruter comme infirmière dans un hôpital spécialisé dans le soins aux enfants handicapés. L'hôpital a été créé par le notable de la ville, Grant. La réussite de Kelly comme soignante d'enfants est reconnue et on lui fait rencontrer le riche et esthète Grant, qui bientôt veut l'épouser : mais celui-ci, comme Kelly, cache un lourd secret...

## Fiche technique
- Titre : Police spéciale
- Titre original : The Naked Kiss (parfois connu sous le titre The Iron Kiss)
- Réalisation : Samuel Fuller, assisté de Nate Levinson
- Scénario : Samuel Fuller
- Musique : Paul Dunlap
- Photographie : Stanley Cortez
- Direction artistique : Eugène Lourié
- Décors de plateau : Victor Gangelin
- Costumes : Einar H. Bourman
- Son : Alfred J. Overton
- Montage : Jerome Thoms
- Production : Samuel Fuller et Sam Firks
- Sociiété de production et de distribution aux États-Unis : Allied Artists
- Pays d'origine : États-Unis
- Format : Noir et blanc - Mono
- Genre : Film policier, Thriller
- Durée : 90 minutes (1 h 30)
- Dates de sortie :
  - États-Unis : 1er mai 1964
  - France : 21 avril 1965

## Distribution
- Constance Towers : Kelly
- Anthony Eisley : Capitaine Griff
- Michael Dante : Grant
- Virginia Grey (doublée par Suzanne Flon, dans la VF) : Candy
- Patsy Kelly : Mac
- Betty Bronson : Josephine
- Marie Devereux : Buff
- Karen Conrad : Dusty
- Linda Francis : Rembrandt
- Barbara Perry : Edna
- Walter Mathews : Mike

## À noter
- Samuel Fuller est un habitué des « petits » films de genre, noir (Shock Corridor) ou westerns (Quarante tueurs) : ici Fuller réalise un film qui allie thriller, satire sociale, mélodrame et fable sur la rédemption. On y retrouve les grandes caractéristiques du cinéma de Fuller : audace du sujet, liberté de ton, rupture avec les conventions, au risque de la parodie, voire du ridicule, recherches formelles, admirable photographie, rythme étonnant et toujours privilégié aux exigences et vraisemblance du récit ou des personnages. « Un film est un champ de bataille : amour, haine, violence, action, mort, en un mot émotion », répond Samuel Fuller à Jean-Paul Belmondo dans Pierrot le fou de Jean-Luc Godard.
- Le film bénéficie d'une scène d'ouverture parmi les plus mémorables du cinéma : en une succession de champs/contre-champs subjectifs, une caméra attachée aux acteurs filme une bagarre entre un souteneur et une prostituée, qui se conclut par la perte de la perruque de Constance Towers et un plan sur son crâne nu. Elle reprend alors dans le portefeuille du type l'argent qu'il lui devait, puis s'arrête devant un miroir. S'ensuit un gros plan : elle se remaquille, remet sa perruque, se rhabille. La furie se transforme en une superbe femme fatale.
- Au début du film, on découvre que le cinéma de Grantville programme Shock Corridor de Samuel Fuller.
- Charlie, le mari défunt de Madame Joséphine appartenait à la 1re division d'infanterie, surnommée The Big Red One, comme en témoigne le grand 1 sur son casque. Samuel Fuller a combattu au sein de cette division durant la seconde guerre mondiale, et lui consacrera des années plus tard le film The Big Red One (Au-delà de la gloire) en 1980.